# Gomphopodarion byssoicum
Gomphopodarion byssoicum is een eenoogkreeftjessoort uit de familie van de Enterognathidae. De wetenschappelijke naam van de soort is voor het eerst geldig gepubliceerd in 1974 door Humes.